# Skutskär
Skutskär est le chef-lieu de la commune d'Älvkarleby, dans le comté d'Uppsala, en Suède. La localité est située près de l'embouchure du Dalälven dans la mer Baltique, à la frontière du comté de Gävleborg, une partie de la localité y étant d'ailleurs situé. Skutskär est une localité industrielle, avec en particulier une usine de pâte à papier de Stora Enso et un centre du groupe Vattenfall.

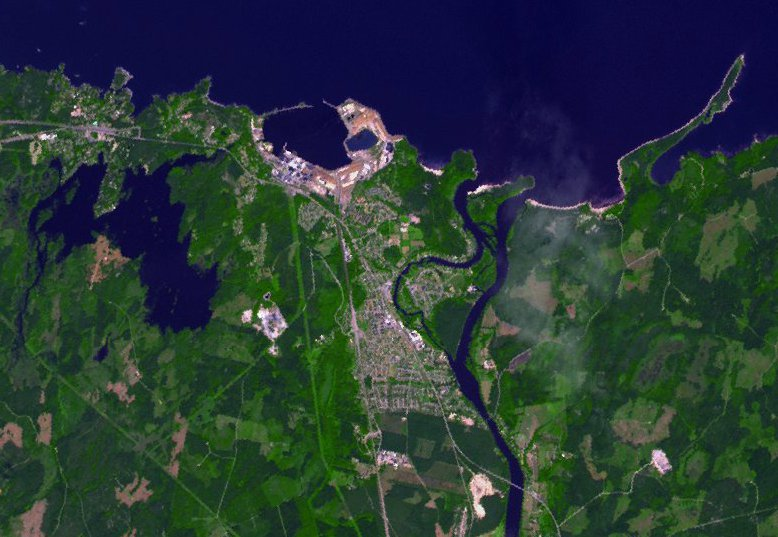
L'embouchure du Dalälven et la zone portuaire de la ville.